# Virunum (miasto)

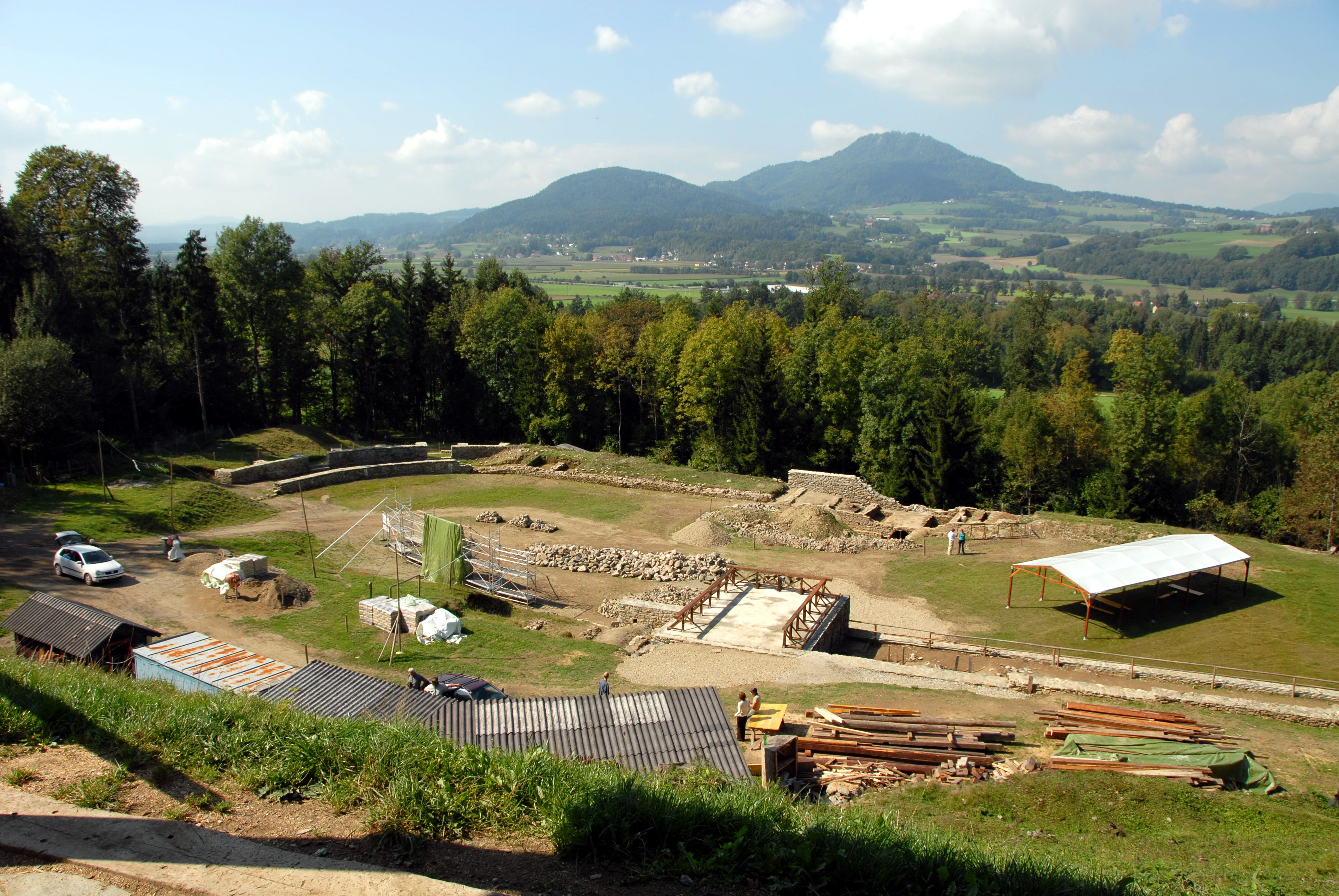
Pozostałości antycznego Virunum: wykopaliska na terenie amfiteatru (2006)

Virunum − starożytne miasto rzymskie na podalpejskiej równinie Zollfeld w pobliżu miejscowości Maria Saal (Karyntia, Austria). 
Założone w 45, było stolicą prowincji Noricum, a w IV–V wieku – prowincji Noricum Mediterraneum.